# 皮娅·格赖滕
皮娅·格赖滕（德語：Pia Greiten，1997年2月18日—），德国女子赛艇运动员，2024年欧洲赛艇锦标赛女子四人双桨铜牌得主、2024年夏季奥林匹克运动会女子四人双桨铜牌得主。